# Jinta
Jinta, tidigare romaniserat Kinta, är ett härad inom Jiuquans stad på prefekturnivå i provinsen Gansu i nordvästra Kina.
Jinta är indelat i ett stadsdelsdistrikt, sju köpingar, tre socknar och tre administrativa enheter på sockennivå.
Stadsdelsdistrikt (jiedao):

- Chengguan (城关街道)

Köpingar (zhen):

- Dazhuangzi (大庄子镇)
- Dingxin (鼎新镇)
- Dongba (东坝镇)
- Hangtian (航天镇)
- Jinta (金塔镇)
- Xiba (西坝镇)
- Zhongdong (中东镇)

Socknar (xiang):

- Gucheng (古城乡)
- Sanhe (三合乡)
- Yangjingziwan (羊井子湾乡)

Områden på sockennivå:
- Gansu Yasheng Nonggong Shangji jordbruk (甘肃亚盛农工商集团)
- Gongye Yuanqu industripark (工业园区管委会)
- Nonglin Changzhan jord- och skogsbruk (农林场站)